# Gallipoli (félsziget)
A Gallipoli (törökül Gelibolu Yarımadası, régi magyar neve Gyelepoly) félsziget Törökország európai részén, Çanakkale tartományban. Trákiában fekszik. Nyugati oldalát az Égei-tenger Szaroszi-öble, keleti oldalát a Dardanellák határolja. Hossza 83 km, szélessége 21 km, területe kb. 900 km².

## Neve
Nevét az azonos nevű városról kapta; utóbbi neve a görög Καλλίπολις [Kallipolisz] szóból származik, melynek jelentése „gyönyörű város”.

## Települések
- Eceabat
- Gelibolu (Gallipoli)

Ókori települések, melyekről feljegyzés a Déloszi Szövetség tagságuk révén született:
- Abüdosz
- Alopekonnésszosz
- Elaiosz
- Kallipolisz
- Szésztosz

## Gallipoli ostroma
Gallipoli-félsziget ostroma az első világháború idején, 1915. február 18-tól 1916. január 9-ig tartott, melynek során a védekező török hadsereg sikerrel védte meg a Dardanellák tengerszorost a támadó brit és francia erőkkel szemben.

## Első világháborús emlékhelyek
- Ari Burnu-temető
- Chunuk Bair-temető
- Courtney’s and Steel’s Post temető
- Green Hill katonai temető
- Hellész-foki emlékmű
- Hetes számú tábori kórház temető
- Johnston’s Jolly temető
- Lancashire Landing katonai temető
- The Nek katonai temető
- Pink Farm katonai temető
- Quinn’s Post katonai temető
- Redoubt katonai temető
- Seddülbahiri francia katonai temető
- Skew Bridge katonai temető
- Shrapnel Valley katonai temető
- Tisztelet a török katonának emlékmű
- Új-zélandi kettes számú előőrs katonai temető
- A török 57. ezred emlékparkja
- Twelve Tree Copse katonai temető
- Walker’s Ridge katonai temető